# Бій при Солвей-Моссі
Бій при Солвей-Моссі (англ. Solway Moss; 24 листопада 1542) — одна з битв англо-шотландських війн XVI століття. Поразка шотландців у цій битві означала кризу всієї системи зовнішньої політики країни та необхідність знаходження нових шляхів співпраці з Англією.

## Військові дії перед битвою
Відновлена 1542 року війна Шотландії з Англією спершу розвивалася успішно для шотландців: англійські війська в серпні 1542 року зазнали поразки при Хаддон-Ризі. Проте, коли в жовтні 1542 року король Шотландії Яків V скликав дворянське ополчення, виявилося, що шотландське дворянство без ентузіазму сприйняло ідею війни з Англією. Більш того, незадоволені жорсткою внутрішньою політикою короля та повним усуненням аристократів від керування країною, найбільші шотландські магнати відмовилися брати участь у військовій кампанії. Зміщення з посади командувача графа Гантлі, переможця при Хаддон-Ризі, також сприяло послабленню шотландських збройних сил. Проте королю вдалося зібрати значну (близько 20 тис. осіб) армію. Вторгнення Яків V вирішив здійснити на західному кордоні з Англією. Влаштувавши королівський штаб у Лохмабені, Яків V вислав уперед досить великий корпус на чолі зі своїм фаворитом Олівером Сінклером.

## Хід битви
24 листопада 1542 року війська Сінклера в районі торф'яних боліт біля затоки Солвей-Ферт атакував тритисячний англійський загін під командуванням сера Томаса Вортона. Дії шотландців були абсолютно позбавлені координації, керівники загонів не підпорядковувалися командувачу, ряд баронів демонстративною бездіяльністю відверто провокували поразку. Як наслідок, шотландську армію було швидко розбито і її солдати втекли з поля бою. Втрати вбитими були незначними, проте понад 1200 людей здалися чи потрапили в полон.

## Значення бою при Солвей-Моссі
Поразка при Солвей-Моссі означала крах політики Якова V і продемонструвала всю глибину антагонізму між королем та аристократією. Крім того, вона виявила безперспективність подальшого продовження зовнішньополітичного курсу ворожості щодо Англії. Усвідомивши все це, король Яків V, який нещодавно втратив своїх синів, зазнав душевного потрясіння і 14 грудня помер у Фолклендському замку.